# Catarina (Texas)
Catarina é uma Região censo-designada localizada no estado norte-americano do Texas, no Condado de Dimmit.

## Demografia
Segundo o censo norte-americano de 2000, a sua população era de 135 habitantes.

## Geografia
De acordo com o United States Census Bureau tem uma área de
9,8 km², dos quais 9,8 km² cobertos por terra e 0,0 km² cobertos por água. Catarina localiza-se a aproximadamente 168 m acima do nível do mar.

## Localidades na vizinhança
O diagrama seguinte representa as localidades num raio de 32 km ao redor de Catarina.